# Rettungsboje (Wehrmacht)

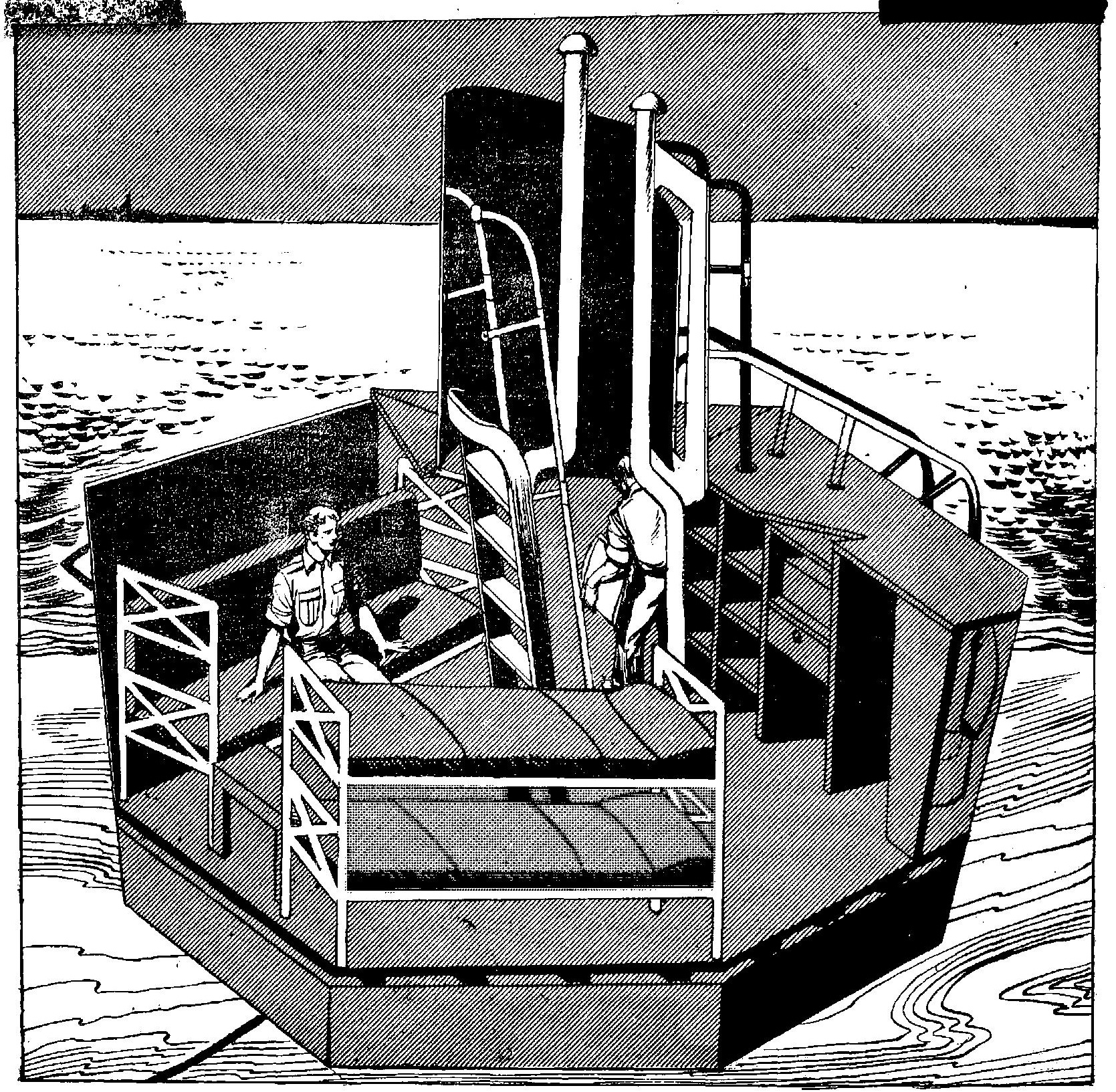
Schnittgrafik der Rettungsboje

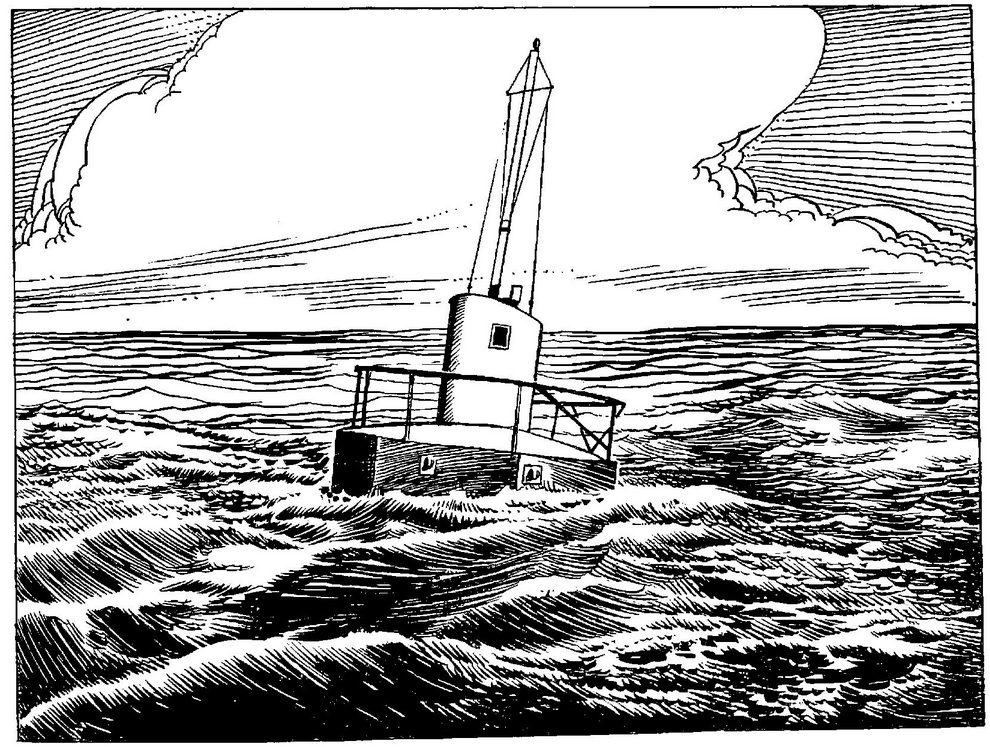
Grafik der Rettungsboje auf See

Die Rettungsboje der deutschen Luftwaffe während des Zweiten Weltkriegs, umgangssprachlich auch Udet-Boje, diente zur Aufnahme von Piloten und Besatzungen notgewasserter Flugzeuge auf dem offenen Meer und in großer Entfernung zu den Küsten, hauptsächlich im Ärmelkanal während der Luftschlacht um England.

## Geschichte
Auf Anregung des Generalluftzeugmeisters und Generalobersten Ernst Udet wurde im Sommer 1940 vom Reichsluftfahrtministerium eine Rettungsboje entwickelt, um Piloten und Flugzeugbesatzungen bis zum Eintreffen von Rettungskräften auf dem offenen Meer Schutz zu gewähren. Die Konstruktion sollte möglichst einfach sein, damit die Bojen schnell zur Verfügung stehen konnten. Vorgesehen war die Produktion von etwa 100 Stück.
Die Bojen sollten unter den Schutz des Internationalen Roten Kreuzes gestellt werden, womit sie rechtlich Lazarettschiffen gleichgestellt gewesen wären. Allerdings versäumten es die Deutschen, die Bojen beim IRK anzumelden.
Für den Einsatz der Bojen wurden die Seenotbojen-Kommandos A in Cherbourg, B in Boulogne und C in Calais aufgestellt, die jeweils aus einem Offizier, einem Unteroffizier und zehn Mannschaften bestanden. Sie waren für die Wartung der Bojen am Einsatzort zuständig.
Sowohl deutsche als auch britische Besatzungen profitierten von den Bojen. Trotzdem wurden die Bojen, die von der Royal Air Force Lobster Pot (Hummertopf) genannt wurden, in vielen Fällen von den Engländern beschossen und versenkt. Viele Rettungsbojen rissen sich auch im Sturm los (etwa in der zweiten Novemberhälfte 1940) und wurden irgendwo angeschwemmt. Im Mai 1942 wurden die drei erwähnten Seenotbojen-Kommandos aufgelöst und die noch verbliebenen Bojen an andere Einheiten abgegeben.
Heute ist nur noch eine Boje erhalten. Sie wurde 1940 am Strand von Terschelling angespült. Von Souvenirjägern und Korrosion stark in Mitleidenschaft gezogen, wurden die Überreste im Januar 2017 von Mitarbeitern des Bunkermuseums Terschelling geborgen. Auf dem Gelände des Museums begann 2018 die Restaurierung. Inzwischen (Stand: Januar 2025) ist die äußerliche Restaurierung fast abgeschlossen, die Rekonstruktion des Innenlebens ist für die kommenden Jahre geplant.

## Aufbau
Die Maße dieser Rettungsbojen betrugen circa 4 mal 2,5 mal 2,5 Meter. Sie besaßen auf dem Oberdeck einen circa 1,8 Meter hohen Turm mit Signalmast und Antenne. Die Bojen waren unterhalb der Wasserlinie mit einem grauen, über Wasser mit einem hellen gelben Anstrich versehen und zunächst mit vier roten Kreuzen auf weißem Grund gekennzeichnet. Außerdem trugen sie die Aufschrift „Rettungsboje Generalluftzeugmeister“ sowie eine fortlaufende Nummer. Im Mai 1941 wurde eine Ergänzungsvorschrift erlassen, derzufolge die Bojen zukünftig mit vier roten Quadraten auf quadratischen weißen Feldern zu kennzeichnen seien anstatt mit dem Roten Kreuz.
Der untere Teil des Schwimmkörpers war mit Beton gefüllt, um einen tiefen Schwerpunkt zu gewährleisten und so ein Kentern auch bei hohem Seegang zu verhindern.
Am Turm befand sich ein weißes Licht, das circa 1000 Meter sichtbar war. Die Rettungsboje bot in der Regel Platz für einen mehrtägigen Aufenthalt von vier Personen. Sie bot jedoch notfalls auch Platz für eine größere Anzahl von Personen, wie zum Beispiel die Besatzungen mehrerer Flugzeuge. Um die Rettungsboje liefen außerhalb unter und über der Wasseroberfläche Geländer als Aufstiegshilfe, um zur Aufstiegsleiter und zum Einstiegsturm gelangen zu können. An jeder Rettungsboje war eine circa 100 Meter lange Leine befestigt, die durch abwechselnd gelb und rot gefärbte Schwimmkörper gekennzeichnet war. Diese sollte dem in Not befindlichen Piloten die Richtung der aktuellen Strömung anzeigen. Der Pilot konnte damit versuchen, mit der Strömung und vor der Rettungsboje zu wassern, damit die Boje von der Besatzung ohne größeren Schwimmaufwand erreicht werden konnte. Ebenfalls sollte die Leine dazu dienen, sich an ihr noch an die Rettungsboje heranzuziehen, falls diese verfehlt wurde. Im Turm befand sich außerdem noch ein Rettungsball, der an einer 10 Meter langen Leine befestigt war.

## Ausstattung
Im Inneren der Rettungsboje befanden sich vier Kojen, trockene Kleidung, Verbandszeug, Notproviant inklusive 25 Litern Trinkwasser, ein Notsender, eine Lenzpumpe und ein Schlauchboot. Außerdem waren eine Flasche Asbach Uralt, zwei Päckchen Zigaretten, eine Spielesammlung und zwei Kartenspiele an Bord. Zum Abdichten von möglichen Löchern in der Wand standen Dichtungspfropfen und ein Hammer zur Verfügung. Zur Signalisierung einer besetzten Rettungsboje wurden tagsüber ein schwarzer Ankerball und eine gelb-rot gestreifte Flagge genutzt. Nachts leuchtete auf dem Einstiegsturm zusätzlich ein rotes und ein weißes Licht. Ebenfalls standen Signalpistolen zum Abfeuern von roten und weißen Leuchtkugeln, Rauchnotzeichen oder Fallschirmleuchtpatronen zur Verfügung.

## Britische Rettungsbojen

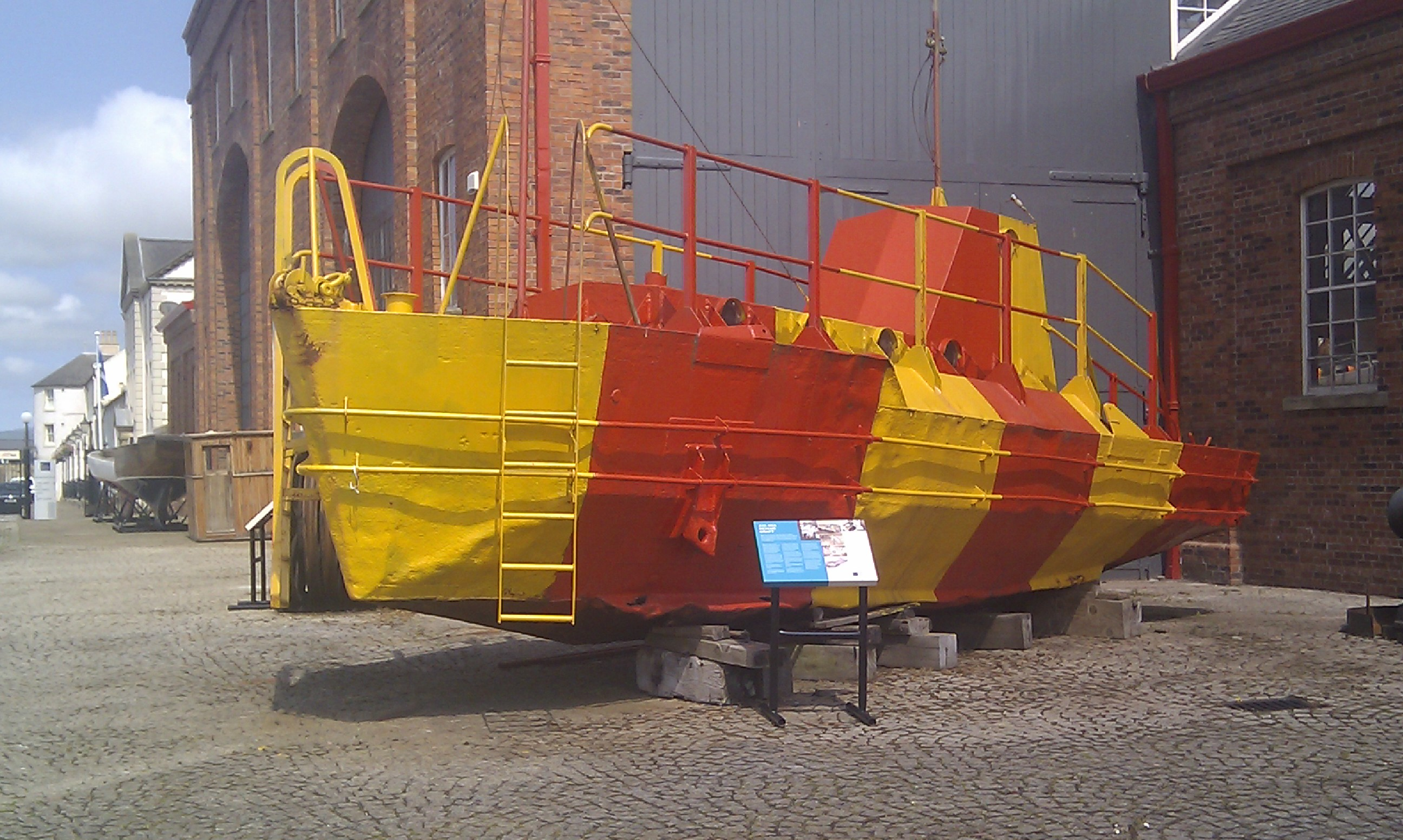
Britische ASR-10-Rettungsboje nach Vorbild der deutschen Entwicklung

Auch in Großbritannien wurden die Bojen selbstverständlich wahrgenommen. Zwei der deutschen Rettungsbojen wurden zu Untersuchungszwecken von ihren Positionen entfernt. Später während des Krieges entwickelte Großbritannien, wenn auch in geringerem Umfang, ein ähnliches System, jedoch wurden zu Rettungsbojen umgerüstete Boote genutzt. Eines davon ist im Scottish Maritime Museum erhalten.

## Ähnliche Einrichtungen
- Rettungsbaken im Wattenmeer oder anderen Gewässern bieten eine ähnliche Funktion für Seefahrer und in der Neuzeit auch für Touristen.
- Maritime Rettungskapseln sind ähnlich ausgestattet, dienen jedoch als Rettungsmittel an Schiffen oder Offshore-Installationen.

## Spielfilme
Deutsche Rettungsbojen im Ärmelkanal tauchen auch in den zeitgenössischen englischen Spielfilmen auf, so etwa in One of Our Aircraft Is Missing von 1942 zum Ende der Handlung und in We Dive at Dawn von 1943 etwa nach einer halben Stunde.